# Abdulkader Hikmat
Abdulkader Hikmat Sarhan (19 de agosto de 1987) es un deportista catarí que compitió en taekwondo. Ganó una medalla de oro en los Juegos Asiáticos de 2006 en la categoría de –78 kg.

## Palmarés internacional
| Juegos Asiáticos | Juegos Asiáticos | Juegos Asiáticos | Juegos Asiáticos |
| Año              | Lugar            | Medalla          | Categoría        |
| ---------------- | ---------------- | ---------------- | ---------------- |
| 2006             | Doha (Catar)     | Medalla de oro   | –78 kg           |